# Конарский, Станислав
Станислав Конарский (пол. Stanisław Konarski; настоящее имя Иероним Францишек Конарский, пол. Hieronim Franciszek Konarski 30 сентября 1700, Жарчыце Дуже, Свентокшиское воеводство — 3 августа 1773, Варшава) — польский политик писатель

, поэт, драматург и педагог.

## Биография
Происходил из дворянской семьи. Его мать, Елена Черминская, принадлежала к знатному роду и, вероятно, была связана с родом Тарло. Отец, Ежи, имел достоинство мечника Сандомирского, а затем каштеляна завихойского. Станислав Конарский рано потерял родителей, после их смерти оказался под опекой дяди Антона Черминского, каштеляна завихойского. В 15 лет вступил в орден пиаристов.
В 1725 году по поручению ордена пиаристов был направлен в Рим, где завершил своё образование. По возвращении, Конарский занял место учителя истории, географии и красноречия в пиарских школах, сперва в Жешуве, потом в Варшаве.
В 1740 году основал в Варшаве Collegium Nobilium, считающийся предшественником Варшавского университета. Свою широко задуманную реформу школьного дела особенно энергично проводил с 1741 года, когда он был избран провинциалом ордена. Он устроил в пиарских школах конвикты или пансионы для учеников, ввёл преподавание естественных наук, заботился о применении новых методов преподавания, об издании новых руководств, прилагал усилия для образования преподавателей, которые могли бы стоять в уровень с требованиями века, посылая для этой цели молодых священников оканчивать образование за границу, и т. д.
Все эти реформы вызвали к Канарскому сильное нерасположение у значительной части духовенства, особенно среди иезуитов, в руках которых находилось воспитание юношества в Польше. Иезуиты вступили в упорную борьбу с Конарским, которая только к 1761 году окончилась решительной победой последнего.
Около этого же времени Конарский выступил и на более широкое поприще, выпустив в 1760 году своё знаменитое сочинение: «О skutecznym rad sposobie», в котором впервые решительно выступил против принципа liberum veto и предлагал заменить его решением дел по большинству голосов. Этот первый смелый план коренной реформы сеймовых порядков (предшественники Конарского в области политической литературы Ян Яблоновский, Станислав Лещинский и Станислав Понятовский, не смели даже в предположениях идти дальше ограничения liberum veto) вызвал живое сочувствие среди передовых людей польского общества, но был выполнен лишь накануне падения Польши.
Другое сочинение Конарского: «О religii poczciwych ludzi» (Варшава, 1767) навлекло на автора резкие упрёки, доходившие до обвинения в ереси. Третье крупное дело, с которым связано имя Конарского — издание польских законов («Leges regni Poloniae»), начатое в 1732 году.
Станислав Конарский умер 3 августа 1773 года в городе Варшаве.
Его именем названы несколько улиц в Польше.